# 呉沈
呉 沈（ご しん、生年不詳 - 1386年）は、元末明初の儒学者・官僚。字は濬仲。本貫は婺州蘭渓県。

## 生涯
元の国子博士呉師道の子として生まれた。学問と品行で知られた。至正18年（1358年）、朱元璋が婺州を下すと、呉沈は同じく婺州出身の許元・葉瓚玉・胡翰・汪仲山・李公常・金信・徐孳・童冀・戴良・呉履・孫履・張起敬らとともに召し出され、日替わりで2人が経書や史書を進講した。至正19年（1359年）1月、呉沈は郡学訓導となった。
洪武12年（1379年）10月、呉沈は儒士として推挙され、翰林院待制に任じられた。このとき名を信仲と誤って登録されていたため、訂正を求めた。洪武帝（朱元璋）は呉沈の誠実さを喜んで、側近に近侍させた。洪武13年（1380年）4月、呉沈は翰林院編修に降格された。6月、翰林院待制にもどされた。再び翰林院編修に降格された。洪武14年（1381年）10月、給事中の鄭相同が「故事では皇太子に対して東宮の官属だけが臣と称し、朝臣は称していませんでした。いまは東宮官も朝臣も一緒に臣と称しています。礼がまだ安定していません」と主張した。呉沈は「皇太子は国の大本であり、皇太子が尊いのは、主上が尊いためです。相同の言は誤りです」とこれに反論した。洪武帝は呉沈の意見に従った。洪武15年（1382年）3月、呉沈は渭源教諭に降格された。翰林院典籍に転じた。11月、東閣大学士に抜擢された。のちに翰林院侍書に降格され、国子博士に転じた。洪武19年（1386年）7月、致仕した。この年のうちに死去した。編著に『存心録』18巻・『精誠録』3巻・『千家姓』1巻があった。嘉靖9年（1530年）に祀典が改定され、孔子の諡号が「大成至聖文宣王」から「至聖先師」へと改められたが、これは呉沈の「孔子の封王は礼にあらず」という主張に発したものであった。